# U-418
Unterseeboot 418 foi um submarino alemão do Tipo VIIC, pertencente a Kriegsmarine que atuou durante a Segunda Guerra Mundial.

## Comandantes
| Comandante          | Data                                       |
| ------------------- | ------------------------------------------ |
| Oblt. Gerhard Lange | 21 de outubro de 1942 - 1 de junho de 1943 |

## Subordinação
Durante o seu tempo de serviço, esteve subordinado às seguintes flotilhas:
| Período                                     | Flotilha                                  |
| ------------------------------------------- | ----------------------------------------- |
| 21 de outubro de 1942 - 30 de abril de 1943 | 8. Unterseebootsflottille (treinamento)   |
| 1 de maio de 1943 - 1 de junho de 1943      | 1. Unterseebootsflottille (serviço ativo) |

## Operações conjuntas de ataque
O U-418 participou das seguinte operações de ataque combinado durante a sua carreira:
- Rudeltaktik sem nome (5 de maio de 1943 - 10 de maio de 1943)
- Rudeltaktik Isar (10 de maio de 1943 - 15 de maio de 1943)
- Rudeltaktik Donau 1 (15 de maio de 1943 - 23 de maio de 1943)